# Enumeratio Systematica Plantarum, quas in insulis Caribaeis
Enumeratio Systematica Plantarum, quas in insulis Caribaeis (abreviado Enum. Syst. Pl.) es un libro de botánica escrito por Nikolaus Joseph von Jacquin que fue editado en 1760.
El libro es la primera publicación de especies americanas.